# 산지나무두더지
산지나무두더지(Tupaia montana)는 청서번티기과에 속하는 작은 나무두더지의 일종이다. 보르네오섬의 토착종으로 사라왁주와 사바섬의 산지숲에서 서식한다. 토마스(Oldfield Thomas)가 처음 기술한 이 종의 표본은 영국자연사박물관이 보르네오에서 수집한 동물 표본의 일부이다.